# Pibole
La pibole est un instrument de musique de la famille des cuivres utilisé en vénerie.
Petite flûte à trois trous originaire de Nouvelle-Aquitaine.